# Noel Lyons
Noel Lyons (12 maggio 1962) è un'ex sciatrice alpina statunitense, vincitrice della Nor-Am Cup nel 1981.

## Biografia
Originaria di East Burke, la Lyons fece parte della nazionale statunitense dal 1976 al 1981 e gareggiò anche in Coppa del Mondo, senza ottenere piazzamenti di rilievo; nella stagione 1980-1981 in Nor-Am Cup vinse la classifica generale. In seguito partecipò al circuito universitario nordamericano (NCAA) e a manifestazioni di sci estremo; non prese parte a rassegne olimpiche né ottenne piazzamenti ai Campionati mondiali.

## Palmarès

### Nor-Am Cup
- Vincitrice della Nor-Am Cup nel 1981[senza fonte]